# نووی آک‌بولیاک
نووی آک‌بولیاک (انگلیسی: Novy Akbulyak) یک شهرک در شهرستان کاراایدلسکی استان باشقیرستان کشور روسیه است.